# 刘义惠
刘义惠（1924年—2001年5月11日），男，中国四川省城口县人，1934年10岁时参加中国工农红军第四方面军，随后参加长征，系现存档案记载的年龄最小的长征战士之一。

## 生平
抗日战争时期参加了冀鲁豫根据地反“扫荡”、“九二七”反合围、挺进豫东等战斗，1942年加入中国共产党。第二次国共内战时期于河南省担任县大队副政委，政委，暂编第六团团长兼政委等职务。中华人民共和国成立后，任河南省军区文化课长，宣传科长，新乡军分区政治部主任、副政委，河南省军区后勤部政委，省军区副政委、顾问等职务。获颁三级八一勋章，三级独立自由勋章，三级解放勋章和二级红星功勋荣誉章。1983年9月离休。

## 资料来源
- 红星功勋荣誉章获得者名单索引及生平
- 河南日报2001年5月12日：河南省军区原副政委刘义惠同志逝世